# Gazmend Oketa
Gazmend Oketa (Durazzo, 14 dicembre 1968) è un politico albanese.
Tra il 22 marzo 2008 ed il 17 settembre 2009 è stato ministro della difesa del governo albanese. È stato eletto al Parlamento albanese per il Partito Democratico d'Albania (PD) ed è il vicepresidente del partito nella sezione di Durazzo.
Nel 2012 ha fondato un nuovo partito, denominato Nuovo Spirito Democratico.